# Fontinalis fiorii
Fontinalis fiorii là một loài Rêu trong họ Fontinalaceae. Loài này được Tongiorgi mô tả khoa học đầu tiên năm 1938.